# E127
La ruta europea E127 és una carretera que forma part de la Xarxa de carreteres europees. Comença a Omsk (Rússia) i finalitza a la frontera amb la Xina. Té una longitud d'aproximadament 1330 km.